# Köln-Buchforst (przystanek kolejowy)
Köln-Buchforst – przystanek kolejowy w Kolonii, w kraju związkowym Nadrenia Północna-Westfalia, w Niemczech. Znajdują się tu 2 perony.
| Köln-Buchforst                |  |              |
| Linia Köln Hbf – Duisburg Hbf |  |              |
| Köln Messe/Deutz              |  | Köln-Mülheim |